# متروپل (نهاد اداری)

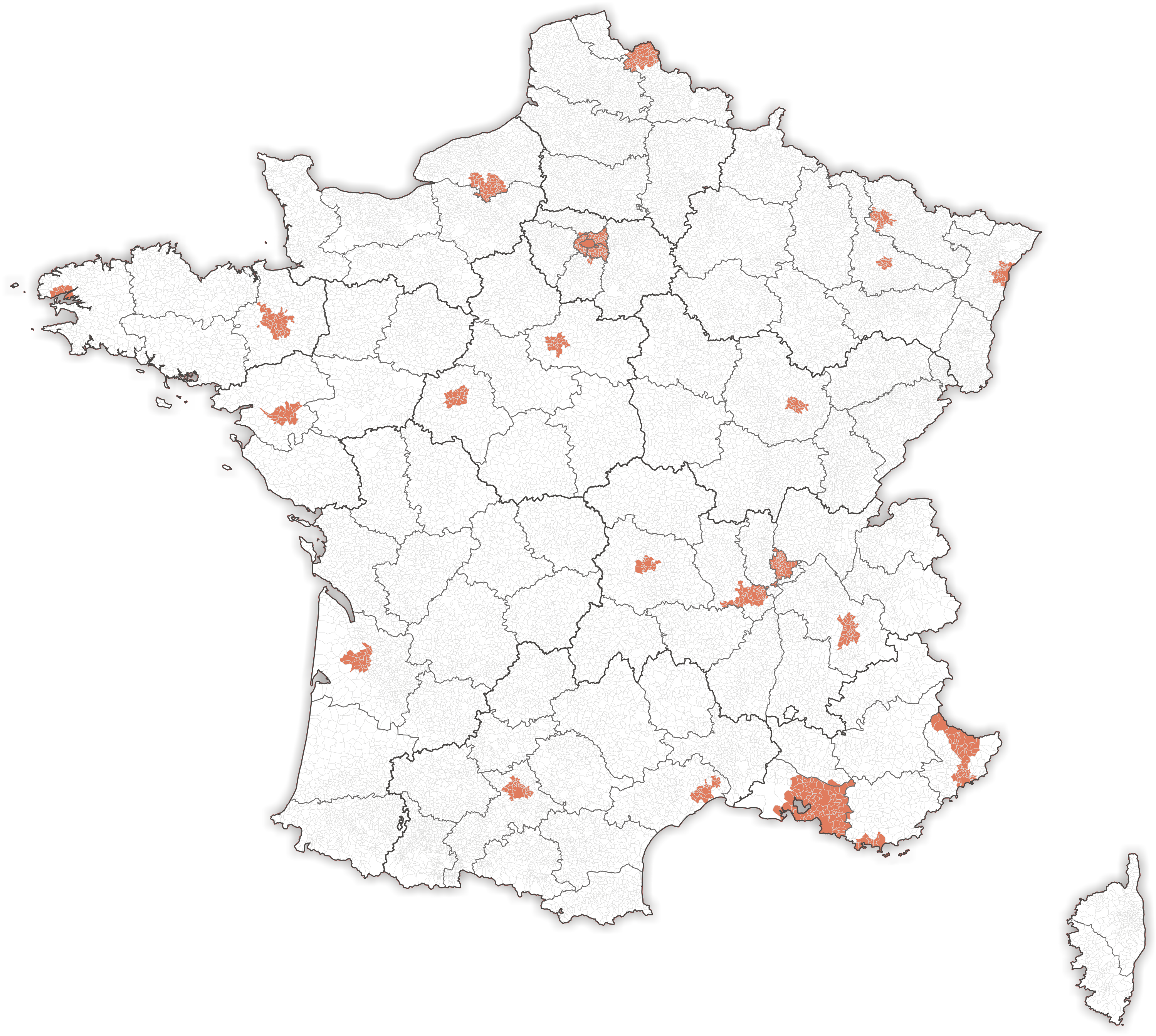
کمون‌های متروپول در کشور فرانسه - ۲۰۲۳

متروپول (انگلیسی: Métropole) یک نهاد اداری در فرانسه است که چند کمون تشکیل شده است و و حق اخذ مالیات محلی دارد. این واحد یکپارچه‌ترین شکل بین‌اجتماعی در فرانسه است و از سال ۲۰۱۴ تشکیل شدند. از سال ۲۰۱۹، ۲۰ متروپل، و ۲ متروپل با وضعیت ویژه (همه در خاک فرانسه) وجود دارد.